# Iris pallida
Iris pallida, comúnmente llamado lirio pálido,  es una especie del género Iris. Forma parte del subgénero Iris, los lirios barbados rizomatosos 

## Taxonomía
Iris pallida fue descrita por Jean-Baptiste Lamarck y publicada en Encyclopédie Méthodique, Botanique 3(1): 294–295. 1789.
Etimología
Iris: nombre genérico llamado así por Iris la diosa griega del arco iris.
pallida: epíteto que significa pálida.
Sinonimia
- Iris × australis var. mandraliscae (Tod.) Nyman
- Iris × australis var. tinaei (Tod.) Nyman
- Iris desertorum Balb.
- Iris fulgida Berg
- Iris × germanica subsp. pallida (Lam.) O.Bolòs & Vigo
- Iris glauca Salisb.
- Iris gloriosa Reider ex Berg
- Iris hortensis Tausch
- Iris mandraliscae Tod.
- Iris marchesettii Pamp.
- Iris moggridgei Baker
- Iris odoratissima Jacq.
- Iris pallida subsp. mandraliscae (Tod.) K.Richt.
- Iris pallida var. odoratissima (Jacq.) Nyman
- Iris pallida subsp. pallida
- Iris pallida var. rosea Prodán
- Iris pallida subsp. sicula (Tod.) K.Richt.
- Iris pallida subsp. tinaei (Tod.) K.Richt.
- Iris pallidecaerulaea Pers.
- Iris picta Spreng.
- Iris plicata Lam.
- Iris propendens Lange
- Iris sicula Tod.
- Iris swertii Lam.
- Iris tinaei Tod.[4]